# Chamaeclea mapensa
Chamaeclea mapensa är en fjärilsart som beskrevs av Dyar 1919. Chamaeclea mapensa ingår i släktet Chamaeclea och familjen nattflyn. Inga underarter finns listade i Catalogue of Life.